# Hannes Finnsson
Hannes Finnsson (alternativt under danmarksåren Hannes Finsen), född 8 maj 1739 i Reykholt i Borgarfjord i Island , död 4 augusti 1796 i Skálholt i Island, var en isländsk historiker och biskop i Skálholts stift. 
Hannes Finnsson var son till biskopen i Skálholt Finnur Jónsson och Guðríður Gísladóttir. Han tog studentexamen på Skálholtsskóli och reste därefter till Köpenhamn, där han tog en teologisk ämbetsexamen 1763. Utöver teologin studerade han med intresse antikvarisk historia. Han återvände efter några år till Island, där han bodde under tre år. År 1770 återvände han till Köpenhamn, där han tillbringade de kommande sju åren med isländska studier, inklusive publicering av Historia ecclesiastica Islandiæ i fyra band 1772–1778, sammanställd av fadern. Under dessa år gjorde han 1772 en resa till Stockholm för att undersöka de isländska handskrifter som fanns i Sverige och där han bland annat upptäckte det enda exemplat av Heidarvigasagan, eller Sagan om slaget på Tvedögra hed. 
År 1776 vigdes han som sin fars medhjälpare i biskopsämbetet och efterträdde fadern som biskop 1785. Han engagerade sig också i ekonomiska frågor och skrev om isländskt åkerbruk, om skogsskötsel och handel samt om  barnadödligheten på Island och nedgången i invånarantal på grund av oår. 
Hannes Finnsson var gift två gånger: 1780 med Pórunn Olafsdatter Stephensen och 1789 med Valgerdur Jonsdottir. Han var farfar till Vilhjálmur Finnsson.